# Jane Elizabeth Manning James

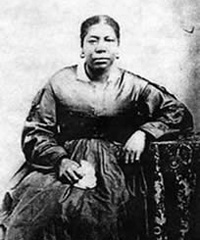
Jane Elizabeth Manning James

Jane Elizabeth Manning James (* 22. September 1822 in Wilton, Fairfield County; † 16. April 1908 in Salt Lake City) war eine frühe schwarze Konvertitin der Mormonen. 

## Leben
Sie lebte einige Zeit mit Joseph Smith und seiner Familie in Nauvoo. Sie war die erste Afroamerikanerin, die nachweislich als Mormonenpionierin nach Utah kam. Mit ihrem Ehemann Isaac James hatte sie acht Kinder. Ihre Tochter Mary Ann war das erste schwarze Kind, das in Utah geboren wurde. Als sie ihren Ehemann Isaac 1869 verließ, fragte sie mehrmals bei der Ersten Präsidentschaft nach, ob sie mit ihren Kindern das Endowment und die Siegelung mit Walker Lewis, einen prominenten Afro-amerikanischen mormonischen Ältesten, empfangen dürfe. Der 1856 verstorbene Lewis war wie der erste schwarze Mormonenälteste Elijah Abel von Joseph Smith zum Priester ordiniert worden. Jane ging davon aus, dass Lewis für Tempelzeremonien zur Verfügung stand. Aber ihre Anfragen wurden immer ignoriert oder abgelehnt. Nachdem Isaac im Jahre 1891 gestorben war, fragte sie nach, ob sie nach dem Gesetz der Adoption gesiegelt werden dürfe. In ihrer Korrespondenz mit Kirchenführern gab sie als Begründung an, Emma Smith habe ihr angeboten, sie als Kind mit der Familie Smith zu besiegeln.
Ihre Anfrage wurde erneut abgelehnt. Stattdessen entschied die Erste Präsidentschaft, dass sie als Dienerin der Smith adoptiert wurde. Dies geschah in einer speziell dafür vorbereiteten Zeremonie am 18. Mai 1894, wobei Joseph F. Smith als Stellvertreter von Joseph Smith amtierte. 
Die mormonische, von Präsident Joseph Fielding Smith gegründete Genesis Group hat auf dem Friedhof von Salt Lake City ein Monument für ihr Lebenswerk gebaut.

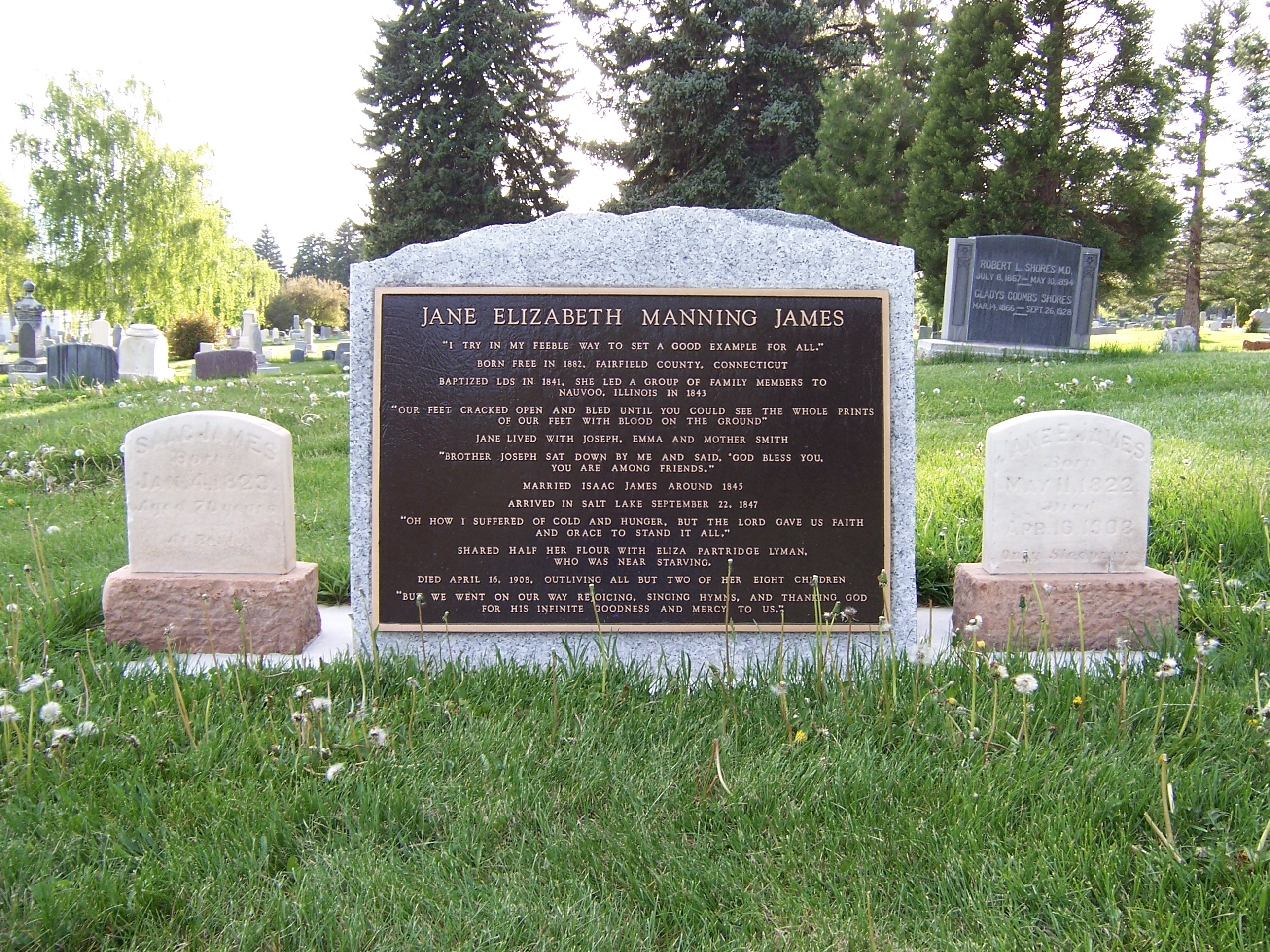
Vorderseite ihres Grabsteins

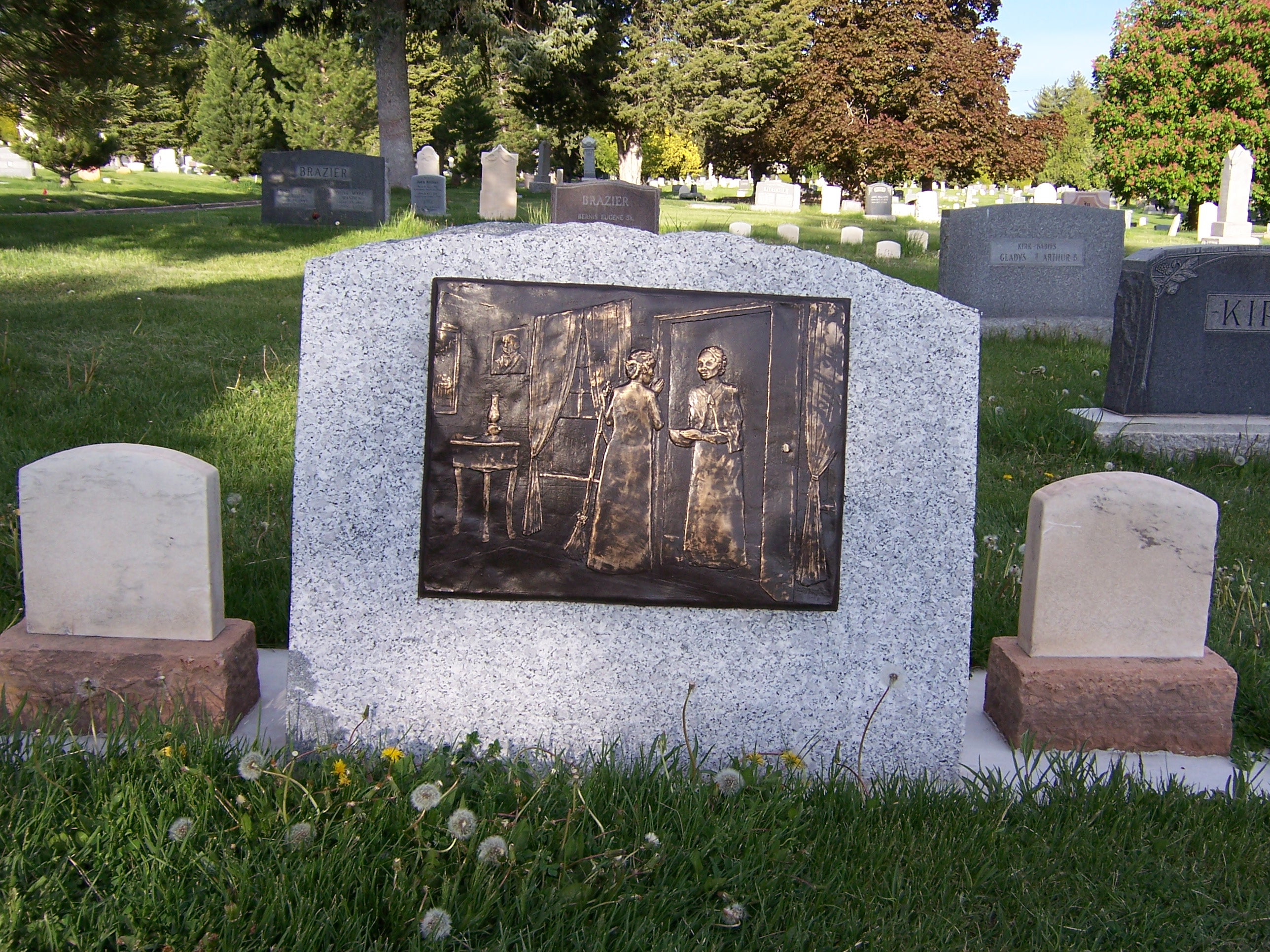
Rückseite ihres Grabsteins